# Wet van Metcalfe
De wet van Metcalfe, internationaal bekend als Metcalfe's law, is een wetmatigheid die IT-pionier Robert M. Metcalfe omstreeks 1980 vaststelde voor bepaling van de economische waarde van een telecommunicatienetwerk. De wetmatigheid speelde later een belangrijke rol bij de snelle opkomst van de internet-economie.
De wet luidt:
De waarde van een netwerk neemt kwadratisch toe met het aantal aangesloten apparaten.
Eenvoudig gezegd, hoe meer apparaten zijn aangesloten op een netwerk, hoe meer waarde het netwerk heeft. Een voorbeeld dat gebruikt werd  om de wet van Metcalfe toe te lichten heeft betrekking op het gebruik van faxmachines. Het gebruik van een faxmachine is van beperkt nut wanneer er weinig andere faxmachines in hetzelfde netwerk zijn aangesloten en dus weinig andere mensen ook gebruik maken van het communicatiemiddel. Wanneer het aantal faxmachines dat gebruikmaakt van hetzelfde netwerk stijgt, zullen er naar waarschijnlijkheid meer berichten per faxtechnologie over en weer verzonden en ontvangen worden, waardoor de waarde van dit netwerk zal stijgen.
Robert Metcalfe is uitvinder en programmeur van het Ethernet-protocol, voorloper van het HTM-protocol waarop het internet draait en oprichter van 3COM. Volgens Metcalfe zal de waarde van een netwerk toenemen met ‘V x n (n-1)’ waar de ‘V’ staat voor de ‘oorspronkelijke waarde van het netwerk’ en ‘n’ voor het aantal apparaten.

## Peiler onder New-Economy
Oorspronkelijk had de wet betrekking op het aantal aangesloten apparaten, niet op het aantal gebruikers. Met de wereldwijde ontwikkeling van het internet veranderde dit en wordt het aantal gebruikers voor relevant gehouden. De wetmatigheid werd in 1993 door George Gilder, uitgever van het invloedrijke tijdschrift Gilder Technology Report, Metcalfe's law genoemd, waarmee het aanzien van de wetmatigheid steeg. In 1995 verklaarde de voorzitter van de Amerikaanse Federal Communications Commission, Reed Hundt, dat de wet de beste basis is om te begrijpen hoe internet functioneert.
Een paar jaar later gebruikte internetpionier Marc Andreessen Metcalfe’s Law om de openingsprijs van een aandeel te bepalen bij de beursgang van Netscape Communications en later de overnameprijs voor AOL. Zo werd hij in een paar jaar tijd miljardair, een voorbeeld dat een reeks anderen navolgden. De wetmatigheid was lange tijd daarna nog leidraad voor waardebepaling van een (start-up) internetplatform door ondernemers en investeerders en stond zo aan de wieg van de "New-Economy".
Tot op heden is het aantal actieve gebruikers een doorslaggevende factor bij de waardebepaling van een digitaal netwerk.

## Volledig geconnecteerd netwerk
De waarde van een netwerk (voor de gebruiker) gaat ook gepaard met de kost van interconnectie. Het aantal unieke interconnecties tussen hosts in een netwerk bedraagt:
{\displaystyle c={\frac {n\ (n-1)}{2}}}
Een internet provider of een telefoonmaatschappij heeft er alle belang bij om technieken van decentrale telefooncentrales of multiplexing toe te passen om deze kosten te verminderen.

## Toepassingen
- De structuur van internet: LAN ethernetnetwerken en het gebruik van subnetten
- Het aantal interconnecties tussen netwerkelementen
- Treintabellen en het berekenen van de afstand tussen 2 willekeurige treinstations

## Validatie
De in de 1980'er jaren geformuleerde wetmatigheid is lange tijd niet wetenschappelijk gevalideerd, het heeft ruim 30 jaar geduurd voordat het eerste experimentele bewijs werd gevonden. Onderzoekers van TNO, KPN en de TU Delft analyseerden hoeveel mensen n het internet gebruikt hebben voor verscheidene waardevolle activiteiten over een periode van ruim 10 jaar. Zij vonden een n2 afhankelijkheid, wat goed overeenkomt met het gedrag van de formule hierboven.